# NGC 4449
NGC 4449 é uma galáxia irregular (IBm) localizada na direcção da constelação de Canes Venatici. Possui uma declinação de +44° 05' 42" e uma ascensão recta de 12 horas, 28 minutos e 11,3 segundos.
A galáxia NGC 4449 foi descoberta em 27 de Abril de 1788 por William Herschel.